# کونگ‌فوی چینی: هنر فلسفی دفاع از خود
کونگ فوی چینی: هنر فلسفی دفاع از خود (به انگلیسی Chinese Gung-Fu: The Philosophical Art of Self Defense) عنوان کتابی نوشته بروس لی (استاد هنرهای رزمی) می‌باشد که پیرامون سبک وینگ‌چون کونگ فو نوشته شده است.

## در ایران
این کتاب در ایران توسط انتشارات علم و حرکت ترجمه و به چاپ رسید.